# Kurt Sigel

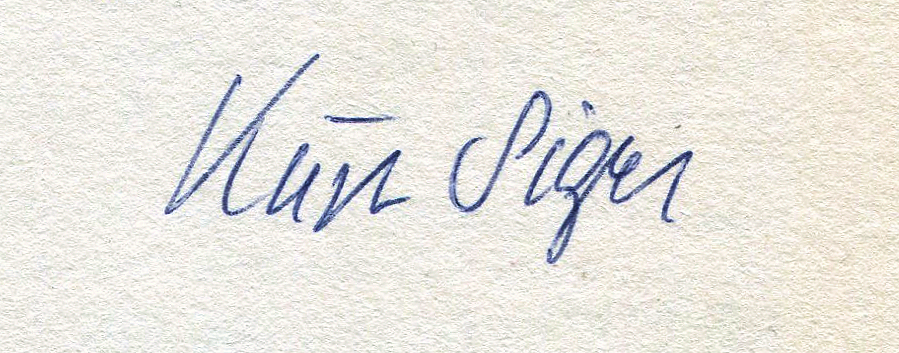
Unterschrift in einer Widmung

Kurt Sigel (Pseudonyme: René Legis, Hazie Schiefer; * 3. August 1931 in Frankfurt am Main; † 8. Juni 2022 ebenda) war ein deutscher Schriftsteller und bildender Künstler.

## Leben
Kurt Sigel besuchte das Realgymnasium bis zur Mittleren Reife. Anschließend absolvierte er eine Ausbildung zum Schriftsetzer. Von 1952 bis 1954 war er in diesem Beruf tätig, von 1954 bis 1956 arbeitete er als Typograf und Grafiker und von 1956 bis 1967 war er freier Retuscheur und Grafiker. Nach drei Jahren Tätigkeit als freier Schriftsteller leitete er ab 1971 eine Kunstgalerie. Von 1982 bis zu seinem Tod im Jahr 2022 lebte er als freier Schriftsteller und Maler in Frankfurt am Main.
Kurt Sigel veröffentlichte neben seiner beruflichen Tätigkeit seit den Fünfzigerjahren Romane, Erzählungen, Gedichte und Hörspiele, teilweise auf Hochdeutsch, teilweise auf Neuhessisch. Als bildender Künstler war er auf den Gebieten Malerei, Zeichnung und Fotografie aktiv.
Kurt Sigel war Mitglied des PEN-Zentrums Deutschland, des Verbands deutscher Schriftsteller und der Schriftstellervereinigung „Die Kogge“. Er erhielt 1966 den Förderpreis zum Kogge-Literaturpreis, 1983 und 1988 ein Arbeitsstipendium des Deutschen Literaturfonds sowie 1991 die Ehrenplakette der Stadt Frankfurt am Main.

## Kurt Sigel-Lyrikpreis
Kurt Sigel stiftete 2015 einen nach ihm benannten Lyrik-Preis, der vom PEN-Zentrum Deutschland bis 2021 (für 2022) insgesamt viermal ausgeschrieben und verliehen wurde. Der Preis wurde im zweijährigen Turnus an einen Lyriker für Gedichte von hoher ästhetischer Qualität vergeben und war mit 4000 Euro dotiert. 2022 wurde der Preis zum letzten Mal verliehen.
Preisträger:
- 2016: Daniel Falb[7]
- 2018: Dorothea Grünzweig[8]
- 2020: Claudia Gabler
- 2022: Sabine Göttel

## Werke
- Traum und Speise, Heidelberg 1958
- Sperrzonen, Hamburg 1960
- Flammen und Gelächter, München [u. a.] 1965
- Feuer, de Maa brennt: Allerlei kauzige Verse, Sauf-, Liebes- und Kannibalenlieder in Frankfurter Mundart. Bebildert und mit leichtem Strich versehen, Werkstätten Galerie Gierig, Frankfurt am Main 1968
- Kurswechsel, gesellschaft hessischer literaturfreunde, Darmstadt 1968
- Knigge verkehrt, Frankfurt 1970 (zusammen mit Kurt Halbritter)
- Lieder und Anschläge, München 1970
- Kannibalisches, Tübingen [u. a.] 1972
- Uff Deiwelkommraus, Frankfurt am Main 1975
- Zuschdänd in Frankfort un annerswo, Rothenburg (ob der Tauber) 1975
- Kotilow oder Salto mortale nach innen, Düsseldorf 1977
- Gegenreden, Quergebabbel, Düsseldorf 1978
- Krumm de Schnawwel, grad de Kerl, Düsseldorf 1980
- Verse gegen taube Ohren, Frankfurt am Main 1983
- Geifer-, Gift- un Suddelverse, Frankfurt am Main 1989
- Kotilows Verwundungen, Frankfurt/Main 1989
- Großes Hessenlamento, Gießen 1994
- Widerworte, München 2001
- Kündigungsgrund, Darmstadt 2002
- Deine Träume sind meine Leuchtfeuer, München 2005
- Glückloses Glück. Erotische Erzählungen und andere Prosa mit Liebesversen und Zeichnungen des Autors, Ludwigsburg 2011

## Ausstellungskataloge
- Kurt Sigel, Frankfurt am Main 2007